# Marilyn Bobes
Marilyn Bobes (L'Avana, 1955) è una poeta e romanziera cubana.
Ha studiato storia presso l'Università dell'Avana. Ha pubblicato diversi volumi di poesia e narrativa.

## Pubblicazioni principali

### Poesie
- La aguja en el pajar, 1980.
- Hallar el modo, 1989.
- Revi(c)itaciones y homenajes, 1998.

## Prose
- Alguien tiene que llorar, 1996.
- Estatuas de sal (antologia, con Mirta Yáñez), 1996.
- Alguien tiene que llorar otra vez, 1999.
- Impresiones y Comentarios, 2003.
- Mujer perjura (romanzo).
- Fiebre de invierno (romanzo), 2005.

## Premi
- David Prize per la poesia da parte dell'Unione Nazionale degli Scrittori e Artisti di Cuba (UNEAC) 1979;
- Latin American Short Story Award "Edmundo Valades" l'Istituto di Belle Arti del Messico, Puebla, 1993;
- Premio Hispanoamericano de Cuento "Magda Portal" del Centro Flora Tristán, Perú, 1994;
- Premio Avana per il suo libro Alguien tiene que llorar, 1995;
- Premio Casa de las Américas Premio Novel, 2005, per il suo romanzo Fiebre de invierno;
- Premio in Perù per il suo romanzo Mujer perjura.

| Controllo di autorità | VIAF (EN) 22373151 · ISNI (EN) 0000 0000 7250 0507 · SBN RLZV027495 · LCCN (EN) n81029154 · GND (DE) 139902171 · BNF (FR) cb14503957r (data) |